# Poa helmsii
Poa helmsii är en gräsart som beskrevs av Joyce Winifred Vickery. Poa helmsii ingår i släktet gröen, och familjen gräs. Inga underarter finns listade i Catalogue of Life.